# Вукотич, Милена Петровна
Милена Вукотич (27 апреля 1847, Чево — 16 марта 1923, Антиб, Франция) — княгиня и королева Черногории до 1918 года, жена короля Николы I.

## Ранняя жизнь
Родилась в селе Чево. Милена была дочерью воеводы Петра Вукотича (1826—1904) и Елены (урождённая Войводич). Её отец был одним из крупнейших землевладельцев в Черногории и близким другом Мирко Петровича-Негоша, с которым сражался в войнах 1850-х годов. Двое друзей решили закрепить свой союз брачным союзом своих детей. В 1853 году Милена, в возрасте всего лишь шести лет, была обручена с единственным сыном Мирко, Николой (которому было двенадцать лет). Никола был племянником и наследником бездетного князя Черногории Данило I.
В 1856 году, после смерти её матери, Милена была направлена в Цетинье учиться. Выросшая в достаточно зажиточной семье Черногории, она была неграмотной. Между 1856 и 1860 она росла в семье Мирко Негоша, который заменил ей отца, мало общалась с его дочерью Анастасией. За эти четыре года она стала близка к своей новой семье. Король Никола писал впоследствии: «Мой отец и мать любили её как свою собственную дочь». «Мой покойный дядя (Князь Данило), также любил её, и относился к ней как к своему собственному ребёнку, и она показывала им свою любовь и уважение во всех отношениях. Она была очень красивая, милая, добрая, нежная и благочестивая». В те годы Милена редко видела своего будущего мужа. Будучи на шесть лет старше её, Никола тем временем получал образование сначала в Триесте, а затем в Париже.

## Брак

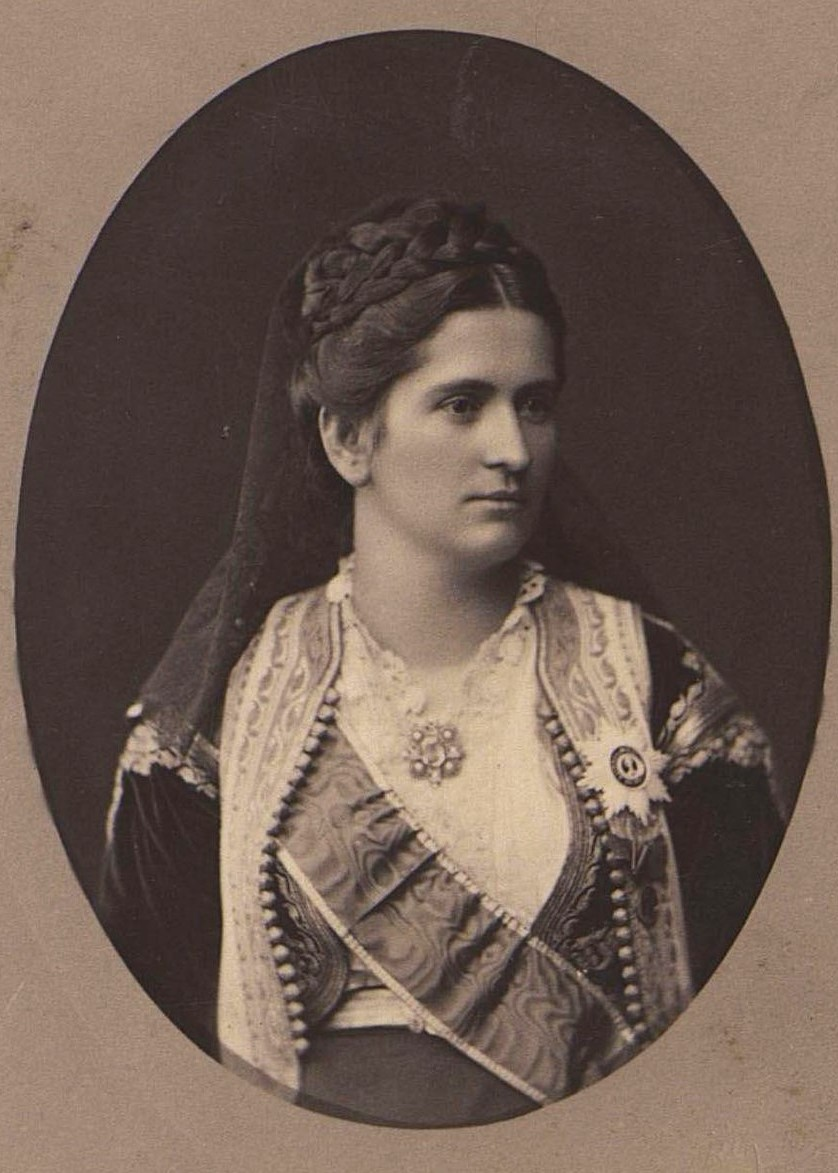
Черногорская княгиня Милена. Фото 1877—1880-х гг.

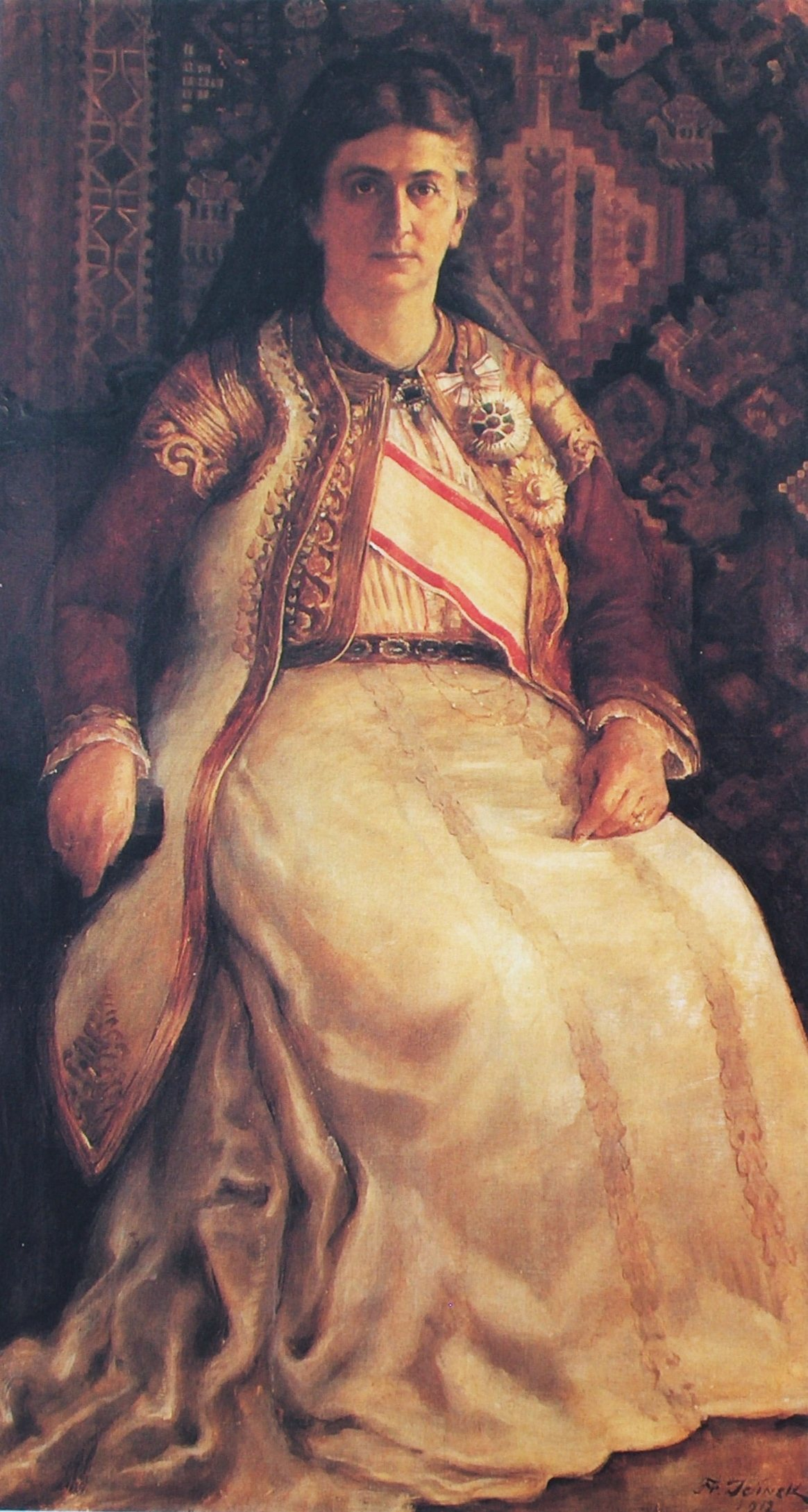
Портрет Милены Вукотич (1910)

Убийство князя Данилы 12 августа 1860 года неожиданно сделало 18-летнего Николу князем Черногории. Вскоре после этого он сам был при смерти из-за пневмонии. Когда он вернулся, было решено устроить его брак как можно скорее в целях обеспечения Черногории наследником. Отец Милены приехал в Санкт-Петербург и сообщил о браке императору Александру II, правителю России — самого главного союзника и помощника Черногории. 8 ноября 1860 года в возрасте 13 лет Милена вышла замуж за князя Николу I (19 лет), который в 1910 году стал королём. Свадьба была простой и была проведена в Влахской церкви в долине Ловчен, брак был политическим. Семья Милены сыграла важную роль в политике Черногории и подружилась с домом Петрович-Негош, семьёй её мужа.
Из-за юного возраста принцессе поначалу было трудно выполнять обязанности супруги. Она была неопытной и одинокой фигурой, изначально заслоняемой от князя Даринкой, вдовой князя Данило, которая была близка к Николе. Первые четыре года брака супруги не имели детей. Милена в совершенстве овладела сербским языком и выучила французский. Позже она утвердила свою позицию в качестве близкой советчицы князя. В 1865 году Милена родила первого из двенадцати детей. Между 1865 и 1869 годами она родила одну за другой четырёх дочерей. Первый сын князя, принц Данило, родился в 1871 году, а за ним на свет появились ещё семь детей. Её отношения с мужем со временем утвердились, и она стала уважаемой и влиятельной. Когда её муж был в отъезде с визитами в Австро-Венгрию и в Россию в зиму 1868—1869 гг., Милена занималась государственными делами.
Во время Первой мировой войны при наступлении австро-венгерских войск эмигрировала вместе с семьёй в 1916 году за границу во Францию. Так как Черногория как самостоятельное государство прекратило существование с 1918 года, семья осталась за границей. Король Никола I продолжал претендовать на трон, но безрезультатно. После смерти он был похоронен в итальянском городе Сан-Ремо, в русском Храме Христа Спасителя. Там же была похоронена и его жена Милена.
В 1989 году прах короля Николы, королевы Милены и двух их детей был перезахоронен в Черногории, в дворцовой Церкви Рождества Богородицы в столице Цетине.

## Дети
У неё с Николой было двенадцать детей:
- Зорка (1864—1890)
- Милица (1866—1951)
- Анастасия (1868—1935)
- Мария (1869—1885)
- Данило (1871—1939)
- Елена (1873—1952)
- Анна (1874—1971)
- София (1876—1876)
- Мирко (1879—1918)
- Ксения (1881—1960)
- Вера (1887—1927)
- Пётр (1889—1932)